# NGC 4500
NGC 4500 је спирална галаксија у сазвежђу Велики медвед која се налази на NGC листи објеката дубоког неба.
Деклинација објекта је + 57° 57' 54" а ректасцензија 12h 31m 22,0s. Привидна величина (магнитуда) објекта NGC 4500 износи 12,3 а фотографска магнитуда 13,2. NGC 4500 је још познат и под ознакама UGC 7667, MCG 10-18-62, MK 213, CGCG 293-26, IRAS 12290+5814, PGC 41436.